# Atenolol
Atenolol ist ein Arzneistoff aus der Gruppe der selektiven β1-Adrenorezeptorenblocker (Betablocker) und wird unter anderem wie die anderen Betablocker zur Behandlung  der arteriellen Hypertonie (Bluthochdruck) eingesetzt.

## Pharmakologie
Atenolol gehört zu der Gruppe der selektiven Betablocker, da es spezifisch an den β1-Adrenozeptoren bindet. Es weist keine intrinsische sympathomimetische Aktivität (ISA) auf. Die relative Wirkstärke des Atenolols im Vergleich zum Propranolol beträgt 1.

## Indikation
Einsatzgebiete für diesen Wirkstoff sind koronare Herzkrankheiten, akuter Myokardinfarkt, funktionelle Herz-Kreislaufbeschwerden, Herzrhythmusstörungen, Tachyarrhythmien und Hypertonie.

## Pharmakokinetik
Das nicht besonders gut fettlösliche Atenolol wird nach oraler Aufnahme relativ gut resorbiert (die Bioverfügbarkeit beträgt ca. 50 %). Wegen seiner schlechteren Fettlöslichkeit soll es die Blut-Hirn-Schranke schlechter passieren und damit zu weniger zentralen Nebenwirkungen (Sedation, Kopfschmerzen usw.) führen als das zum Beispiel gut fettlösliche Propranolol. Atenolol hat eine Plasmahalbwertszeit von 4 bis 6 Stunden. Die Plasmaproteinbindung von Atenolol beträgt etwa 15 %. Atenolol wird in der Leber nur gering verstoffwechselt (weniger als 10 %) und über die Nieren ausgeschieden. Es kann bei stillenden Frauen in die Muttermilch übergehen, daher ist die Einnahme von Atenolol während der Stillzeit kritisch zu diskutieren.

## Chemie
Atenolol ist ein chiraler Arzneistoff. Die chemische Synthese ist in der Literatur beschrieben. Dieser β-Rezeptorenblocker wird als Racemat eingesetzt, wobei die Enantiomeren von Wirkstoffen in der Regel unterschiedliche pharmakologische Wirkungen aufweisen. Das aktive Stereoisomer (Eutomer) ist die (S)-Form von Atenolol.

## Handelsnamen
Monopräparate
Atenil (CH), Atenolan (A), Cardaxen (CH), Selobloc (CH), Tenormin (D, A, CH), Generika (D, A, CH)
Kombinationspräparate
- In Kombination mit Chlortalidon: Teneretic (D), Tenoretic (A, CH), Generika (D, A, CH)
- In Kombination mit Nifedipin: Beta-Adalat (A, CH), Nif-Ten (D, A, CH), Generika (D, A, CH)